# Sent Meard de Drona
Sent Meard de Drona (en francès Saint-Méard-de-Drône) és un municipi francès situat al departament de la Dordonya i a la regió de la Nova Aquitània.

## Demografia
| 1962                                       | 1968 | 1975 | 1982 | 1990 | 1999 | 2007 |
| ------------------------------------------ | ---- | ---- | ---- | ---- | ---- | ---- |
| 379                                        | 327  | 364  | 403  | 451  | 433  | 465  |
| Des de 1962: població sense dobles comptes |      |      |      |      |      |      |

## Administració
| Període   | Identitat              | Partit |
| --------- | ---------------------- | ------ |
| 1971-2008 | Jean-Claude Fallacher  |        |
| 2008-     | Marie-Thérèse Segonzac |        |